# Kisveszverés
Kisveszverés (szlovákul: Malá Poloma) Veszverés településrésze, korábban önálló község Szlovákiában, a Kassai kerület Rozsnyói járásában.

## Fekvése
Rozsnyótól 7 km-re északnyugatra, a Sajó bal partján fekszik.

## Története
Veszverés falu a 13. század közepén keletkezett, első írásos említése 1282-ből származik. 1427-ben „Wesweres” néven említik, azonban 1470-ben már megjelenik Kisveszverés is a forrásokban „Also Wezweres” alakban.
A mai Kisveszverés falut a 14. század elején telepítették be, a Bebek család birtoka volt, majd a 16. század végétől a krasznahorkai váruradalom része. Lakói állattenyésztéssel, erdőgazdálkodással, szénégetéssel és fuvarozással foglalkoztak. 1557-ben a törökök foglalták el a települést.
A 18. század végén Vályi András így ír róla: „VESZVERES. K. és N. Veszveres. Két tót falu Gömör Várm. földes Urok Gr. Andrásy Uraság, lakosaik többfélék; Kis Veszveres Nagynak filiája; amabban van deszka, fűrész malom, és réz olvasztó ház is; földgyeiknek egy része hegyes, a’ többi pedig középszerű; vas műhelyeik vagynak a’ saját, és szomszéd határokban, piatzok két, ’s három mértföldnyire.”
1828-ban 81 házában 547 lakos élt.
Fényes Elek 1851-ben kiadott geográfiai szótárában így ír a községről: „Veszverés (Kis- és Nagy-), (Mala-Poloma és Welka-Ploma), Gömör v. két tót falu, ut. p. Rosnyóhoz 1 órányira: az első 72 kath., 475 ev.; a második 211 kath., 563 evang. lak. Kath. és evang. anyatemplommal. Határa messze kiterjedt; erdejök, legelőjök bő, de a sok hegy miatt földjök kevés. Lakosai híres fuvarosok, s Posonig is eljárnak. F. u. a gr. Andrásy nemzetség.”
1863-ban, 1888-ban és 1908-ban az egész falu leégett. 1888-ban mindössze három ház maradt épen, 1908-ban pedig a faluval együtt az új iskolaépület is leégett. 1873 és 1875 között kolerajárvány pusztított, melynek mintegy 150 lakos esett áldozatul.
Borovszky Samu monográfiasorozatának Gömör-Kishont vármegyét tárgyaló része szerint: „Kisveszverés, sajómenti tót kisközség, 115 házzal és 596, nagyobbára ág. ev. h. vallású lakossal. 1327-ben már nagyobb község volt, mert ez időben a Pelsőczieknek már 23 jobbágyportájuk volt itt. A Bebekek többi birtokaival együtt ez is az Andrássyak uradalmába jutott. 1757-ben Gömöry János zálogos birtoka volt, de azután ismét visszakerült az Andrássyak kezére. 1650 körül a Szontágh családnak itt már bányái voltak. Azelőtt tót neve is volt a községnek: Mala-Poloma. Templom nincs a községben. Romokban hever régi kath. temploma, mely még a vallásvillongások korában pusztult el. A község postája Nagyveszverés, távírója és vasúti állomása Veszverés.”
1910-ben 644, túlnyomórészt szlovák lakosa volt. 1920-ig Gömör-Kishont vármegye Rozsnyói járásához tartozott.
Lakói részt vettek a szlovák nemzeti felkelésben, ezért megszállták a németek és csak 1945. január 23-án foglalta el a szovjet hadsereg. Kis- és Nagyveszverést 1958-ban egyesítették.

## Nevezetességei
- Harangtornya 18. századi, eredetileg a régi templom mellett állt.

## Lásd még
- Veszverés
- Nagyveszverés

## Külső hivatkozások
- Hivatalos oldal
- Községinfó
- Veszverés Szlovákia térképén
- Gemerská Poloma /magyar/
- E-obce.sk Archiválva 2008. május 6-i dátummal a Wayback Machine-ben